# Kallhälls distrikt
Kallhälls distrikt är ett distrikt i Järfälla kommun och Stockholms län.
Distriktet ligger omkring Kallhäll.

## Tidigare administrativ tillhörighet
Distriktet inrättades 2016 och utgörs av en del av Järfälla socken i Järfälla kommun dit 1952 en del från Eds socken, Stäket, införlivats.
Området motsvarar den omfattning Kallhälls församling hade 1999/2000 och fick 1992 vid uppdelningen av Järfälla församling.